# فواز الأحمد
فواز الأحمد (9 نوفمبر 1969 الكويت الكويت - ) هو لاعب كرة قدم كويتي يلعب كلاعب وسط، شارك في الألعاب الأولمبية الصيفية 1992.

## روابط خارجية
- فواز الأحمد على موقع الاتحاد الدولي (مؤرشف)  (الإنجليزية)
- فواز الأحمد على موقع ناشيونال فوتبول تيمز (الإنجليزية)
- فواز الأحمد على موقع أوليمبيديا (الإنجليزية)